# 얄라 국립공원

얄라 국립공원(Yala National Park)은 인도양을 경계로 하고 스리랑카에서 가장 많이 방문하는, 그리고 2번째로 큰 국립공원이다.
스리랑카의 동남부 일대에 팃사마하라(Tissamaharama)를 중심으로 펼쳐져 있는 지역으로 면적은 약 976km2이다. 남쪽지역은 사파리가 가능해 서식하고 있는 3∼400마리의 코끼리 떼를 볼 수 있는 곳으로 유명하다. 맹수는 거의 없지만 표범은 30∼50마리 정도 있다. 공원 안의 길을 따라 많은 물터가 흩어져 있어 비교적 가까이서 동물을 볼 수 있다.